# Malteška skupina loža
Malteška skupina loža (engl. Malta Group of Lodges) je slobodnozidarska skupina loža na Malti u strukturi Ujedinjene velike lože Engleske (UGLE). Malta je 1964. godine stekla nezavisnost od Ujedinjenog Kraljevstva.
Pored ove skupine loža na Malti djeluje i Suverena velika loža Malte, regularna velika loža, osnovana 2004. godine.

## Povijest
Englesko slobodno zidarstvo ima dugu povijest na otoku Malti. Najmanje jedna engleska loža djelovala je na otoku već krajem 18. stoljeća, tijekom vladavine Vitezova svetog Ivana. Međutim, moderna era masonstva na Malti, pod okriljem Ujedinjene velike lože Engleske (UGLE), započinje 1815. godine osnivanjem Lože "Sveti Ivana i sveti Pavao" br. 349 u Valletti, koja neprekidno djeluje sve do danas. U prvoj polovici 19. stoljeća osnovane su još dvije lože u Valletti, "Unija Malte" (1832.), "Zetland" (1846.). Tijekom 1881. godine osnovane su dvije lože također u Valletti, "Ujedinjena braća" i "Putnici". Tijekom 1899. godine osnovane su još dvije lože isto tako u Valletti, "Waller Rodwell Wright" i "Kraljevska mornarica".
Do 1899. godine na Malti je djelovalo sedam engleskih loža, a procjenjuje se da je u jednom razdoblju na otoku bilo čak 1.500 slobodnih zidara. Nakon stjecanja nezavisnosti od Ujedinjenog Kraljevstva 1964. godine i povlačenja britanskih oružanih snaga i NATO-a krajem 1970-ih, broj slobodnih zidara na Malti osjetno je opao. Posljedica toga bila je da su se neke lože odlučile premjestiti u Englesku. Tako se 1981. godine loža "Unija Malte" preselila u Petersfield. Iste godine ugašena je Loža "Ujedinjena braća". Loža "Zetland" se 1982. godine preselila u Aldershot, Hampshire, kao i Loža "Waller Rodwell Wright" tri godine kasnije, 1985. Loža "Putnici" se 1987. godine preselila u Hertford, a sljedeće 1988. godine i Loža "Kraljevska mornarica" u Yeovil, Somerset. Od onih koji su ostali na Malti Ujedinjena velika loža Engleske je 1988. formirala Ložu "Grof Roger od Normandije" u Valletti.
Godine 2004. godine od irskih loža na Malti uspostavljena je Suverena velika loža Malte, a među osnivačkim ložama našla se i Ložu "Grof Roger od Normandije" koja je time napustila englesko pokroviteljstvo.

## Ustroj

### Lože
U listopadu 2024. godini pod okriljem Ujedinjene velike lože Engleske rade dvije lože, obje u Valletti:
- Loža "Sv. Ivan i sv. Pavao" (Lodge of St John and St Paul) br. 349, Valletta[10] – nosi naziv po apostolima Ivanu i Pavlu.
- Loža "De Rohan" (De Rohan Lodge) br. 9670, Valletta[11]

Lože koje su se odselile s Malte:
- Loža "Jedinstvo, mir i sloga" (Lodge of Unity, Peace, and Concord) br. 316, London – osnovana 1808. godine, djelovala je u Malti tijekom 1856. i 1890.; smještena u Londonu od 1950. godine.[12]
- Loža "Unija Malte" (Union of Malta Lodge) br. 407, Petersfield – djelovala je u Valletti od 1832. do 1981. godine.[13]
- Loža "Društveno prijateljstvo" (Social Friendship Lodge) br. 497, London – osnovana 1844. godine, djelovala je u Malti tijekom 1868.; smještena u Londonu od 1938. godine.[14]
- Loža "Zetland" (Zetland Lodge) br. 515, Aldershot – djelovala je u Valletti od 1846. do 1982. godine.[15]
- Loža "Putnici" (Wayfarers' Lodge) br. 1926, Hertford[16] – djelovala je u Valletti nakon 1881. do 1987. godine.[17]
- Loža "Waller Rodwell Wright" (Waller Rodwell Wright Lodge) br. 2755, Aldershot, Hampshire – nosi naziv po odvjetniku, diplomati i masonu Walleru R. Wrightu; djelovala je u Valletti od 1899. do 1985. godine.[6]
- Loža "Kraljevska mornarica" (Royal Naval Lodge) br. 2761, Yeovil, Somerset – djelovala je u Valletti od 1899. do 1988. godine.[7]

U okviru ove velike lože na Malti radile su i 
- Loža "Prijatelji u zatočeništvu" (fran. Loge les Amis en Captivité) – djelovala je od 1819. do 1823. godine [18]
- Loža "Integritet" (Lodge of Integrity) br. 528 – osnovana 1846. godine, djelovala je u Malti tijekom 1854., 1856., 1867. i 1868. godine; ugašena je 1890. godine.[19]
- Loža "Ujedinjena braća" (United Brethren Lodge) br. 1923, Valletta[4]
- Loža "Grof Roger od Normandije" (Count Roger of Normandy Lodge) br. 9265, Valletta[8] – nosila naziv po grofu Rogeru I.; izdvojila se 2004. godine i formirala Suverenu veliku ložu Malte.

### Obredi
Povijesni obred Ujedinjene velike lože Engleske je Emulacijski obred. Velika loža upravlja simboličkim stupnjevima plave lože (učenik, pomoćnik i majstor) i delegira upravljanje visokim stupnjevima.

## Pridružena tijela i redovi
Upravljanje visokim stupnjevima ova skupina loža provodi u više pridruženih tijela i redova.
- Kapitel "Melita" (Melita Chapter) br. 349, Valletta – nadležno za rad Svetog kraljevskog luka.

## Vanjske poveznice
- Službena stranica
- Malta Masonic Library
- Facebook stranica